# Hussein av Jordanien
Hussein bin Talal al-Hashemi (arabiska: حسين بن طلال), född 14 november 1935 i Amman, död 7 februari 1999 i Amman, var Jordaniens kung från 1952 till 1999.

Hussein bin Talal 1950.

## Biografi
Hussein gick under uppväxttiden i olika skolor i Jordanien, Egypten och Storbritannien, bland annat vid brittiska arméns officershögskola i Sandhurst.  Den 20 juli 1951 följde han med sin farfar Abdullah I till Jerusalem. Utanför porten till Klippdomen blev farfadern nedskjuten och Hussein själv skadades. Husseins far Talal kröntes då till kung, men på grund av psykisk sjukdom var han tvungen att abdikera. Hussein utropades officiellt till kung den 11 augusti 1952 när han bara var 16 år gammal och kröntes den 2 maj 1953.
Inrikespolitiskt styrde han landet med järnhand. Han förde en västvänlig utrikespolitik främst stödd på USA. Han motsatte sig en palestinsk stat, vilket gjorde honom ovän med andra arabländer,  men relationerna förbättrades så småningom. Under hans tid genomlevde Jordanien ett antal större kriser. Israels militära seger över Jordanien under kriget 1967 var ett bakslag för landet med förlusten av Västbanken och stora palestinska flyktingströmmar till landet som följd.  Hussein  inledde förhandlingar med Israel i början av 1990-talet vilka resulterade i att ett fredsavtal mellan länderna kunde undertecknas år 1994.
Kung Hussein efterträddes av Abdullah II, äldste sonen till Hussein i hans äktenskap med prinsessan Muna al-Hussein.

## Familj
Giftermål och barn:
1. Sharifa Dina bint 'Abdu'l-Hamid; drottning Dina, gifta 19 april 1955–1957
  - Prinsessan Alia, född 13 februari 1956
2. Antoinette Avril Gardiner; prinsessan Muna, gifta 25 maj 1961–1971
  - Abdullah II av Jordanien, född 30 januari 1962
  - Prins Faisal, född 11 oktober 1963
  - Prinsessan Zein, född 23 april 1968
  - Prinsessan Aisha, född 23 april 1968
3. Alia Baha ed Toukan; drottning Alia, gifta 24 december 1972–9 februari 1977
  - Abir Muhaisen, född 1972, adopterad
  - Prinsessan Haya, född 3 maj 1974, gift med emiren av Dubai, Mohammed bin Rashid Al Maktoum
  - Prins Ali, född 23 december 1975
4. Lisa Najeeb Halaby; drottning Noor, gifta 15 juni 1978–1999
  - Prins Hamzah, född 29 mars 1980
  - Prins Hashim, född 19 juni 1981
  - Prinsessan Iman, född 24 april 1983
  - Prinsessan Rahay, född 9 februari 1986

## Utmärkelser
- Tvåflodsorden,  1953
- Hashimiternas stora order,  1953
- Riddare med storkors av Victoriaorden,  2 april 1953[1]
- Umayyadorden,  1955
- Nilorden,  1955
- Storkors av Militärförtjänstorden med vitt band,  3 juli 1955[2]
- Gynnsamma molns orden,  1959
- Pahlaviorden,  1959
- Kung Abdulaziz-orden,  1960
- Salomos orden,  1960
- Storkors av Frälsarens orden,  1960
- Libanons förtjänsorden,  1960
- Guineas nationalförtjänstorden,  1960
- Gyllene sporrens orden,  1964
- Storkors med kedja av Sankt Olavs orden,  1964
- Storkorset av Torn- och svärdsorden,  1964[3]
- Storkorset av Nederländska Lejonorden,  1964
- Storkors av Leopoldorden,  1964
- Malaysias kronorden,  24 april 1965[4]
- Victoriakedjan,  1966
- Storkors av Hederslegionen,  1967
- Förbundsrepubliken Tysklands förtjänstorden - storkors av särskilda klassen,  1967
- Mubarak den stores orden,  1974
- Österrikiska republikens förtjänstorden i guld,  1976[5]
- Sikatunaorden,  1 mars 1976[6]
- Kedja av Krysantemumorden,  10 mars 1976
- Kedja av Isabella den katolskas orden,  18 mars 1977[7][8]
- Qatars självständighetskedja,  1978
- Jugoslaviska Stjärnans orden,  1979
- Storkorsriddare med kedja av Republiken Italiens förtjänstorden,  26 november 1983[9]
- Storkors av Bathorden,  26 mars 1984[1]
- Riddare av Gyllene skinnets orden,  22 mars 1985[10]
- Honorary Fellow of the Royal College of Surgeons,  1987[11]
- Storkorset med kedja av Finlands Vita Ros orden,  12 oktober 1987[12]
- Prinsessan av Asturiens pris för enighet,  15 september 1995[13][14]
- Riddare av Elefantorden,  1998
- Dannebrogorden
- Philadelphia Liberty-medaljen
- Chakriorden
- Ronald Reagan Freedom Award
- Storkors av Storbritanniska Johanniterorden

[Redigera Wikidata]